# حميد بن ثور
حُمَيْد بن ثَوْر بن حزن الهلالي العامريّ (توفي 30؟ هـ /650؟ م) من أصحاب نبي الإسلام محمد بن عبد الله. شاعر مخضرم عاش في الجاهلية، وقضى الشطر الأكبر من حياته في الإسلام. شهد معركة حنين مع المشركين، ثم أسلم بعد، وحسن إسلامه. عدّه الجمحي في الطبقة الرابعة من الإسلاميين.
قال الأصمعي: «الفصحاء من شعراء العرب أربعة في الإسلام: راعي الإبل النميريّ ، وتميم بن مُقبل ، وابن أحمر ، وحميد بن ثور». اشتُهر حُمَيد بوصْف الناقة، وركَّز كثيرًا على فكرة الصراع بين الناقة والجمل، وربما من أجل ذلك أُطلق عليه لقب حُمَيد الجمَّال، وحُمَيد الجِمَالات.

## إسلامه
أسلم سنة 10 هـ، ووفد على نبي الإسلام محمد بن عبد الله، وأنشده قصيدة مطلعها:

## الوفاة
عُمِّرَ حميد وعاش إلى ما بعد وفاة عثمان بن عفان سنة 35 هـ،  ورثاها رثاءً صادقًا في قصيدة مطلعها:
أختلف في سنة وفاته، فذكر أبو الفرج الأصفهاني وفوده على بعض  خلفاء الدولة الأموية، وقال الصفدي: توفي في حدود سنة 70 هـ .

## روابط خارجية
- ديوان حميد بن ثور الهلالي (جمعه وحققه د. محمد شفيق البيطار) (تحميل)
- الأثر الجاهلي والإسلامي في أغراض ومعاني شعر حميد بن ثور الهلالي (د. محمد بن محمد الحجوي)